# 乌克兰国立切尔诺贝利博物馆
烏克蘭國立切尔诺贝利博物館（烏克蘭語：Український національний музей "Чорнобиль"），是為紀念發生於1986年的切尔诺贝利核事故，而於1992年在烏克蘭首都基輔市所建立的歷史纪念館。博物館內有視覺傳媒設備、文物及模型等物品，用以告訴公眾有關於災情的詳情。部分展覽展出關於事故的後續發展，並設有專區講述該場核災對於當地居民生活造成的影響和損失。

## 遇難人員紀念冊
博物館內設有“遇難人員紀念冊”（羅馬化：Knyha pamiati），簡介切爾諾貝利災難的遇難人員的生平和救災照片。紀念冊主要分爲“輻射損害”，“現場清理活動”和“後續命運”三個主要部分。該項目於1997年開始，截至2013年2月爲止，紀念冊內已包含超過5,000項數據。紀念冊內的資料暫時只提供烏克蘭語版本。“遇難人員紀念冊”可以在網上瀏覽。

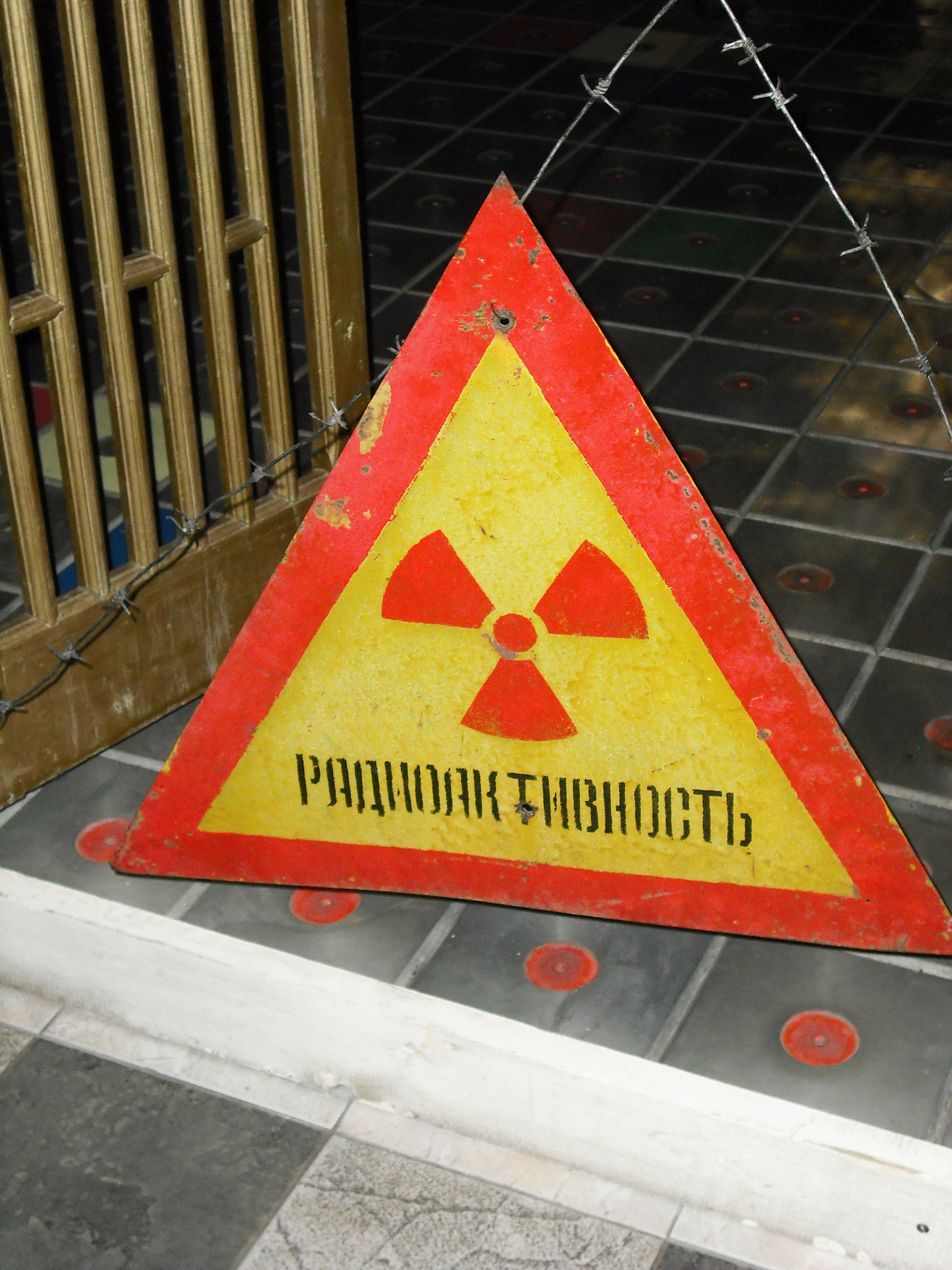
博物館內的展品（游離輻射警示牌）

## 資助
烏克蘭切爾諾貝利博物館由烏克蘭政府和基輔政府聯合創辦，有公衆亦自行向博物館捐款。日本政府於2009年向該博物館捐款74,000美元，以提高館內博覽會設備的素質。

## 語言
博物館內的大部分告示均有標示英文，而錄製聲音亦被翻譯成英文和其他語言。而博物館的參觀團大部分都是以英語或其他西方語言使用者爲對象。

## 地點和公共交通設施
烏克蘭切爾諾貝利博物館位於Khoryva, 1，在Podil市中心的附近。
最近的基輔地鐵站是合同廣場站，那裏亦有眾多電車，公共汽車和小巴站。在博物館附近停車位非常有限。

## 外部連結
- 國立車諾比博物館Archive.today的存檔，存档日期2013-04-19（英文）（乌克兰語）（俄文）（日語）